# Czapka Kadyrowa
Czapka Kadyrowa – przechodnie, symboliczne trofeum przyznawane indywidualnemu mistrzowi Polski na żużlu od roku 1963.
Czapkę podarował dwóm polskim zawodnikom - Antoniemu Worynie i Andrzejowi Pogorzelskiemu - w radzieckim (obecnie rosyjskim) mieście Ufa w Baszkirii radziecki żużlowiec Gabdrachman Kadyrow w 1963 roku. Jako pierwszy Czapkę otrzymał indywidualny mistrz Polski z 1963 roku - Henryk Żyto, który zapoczątkował tradycję przekazywania czapki kolejnym mistrzom.
Od tego czasu na czapce haftowane były nazwiska jej zdobywców i daty zdobycia przez nich tytułu mistrza Polski. Miejsce na oryginalnej Czapce Kadyrowa skończyło się w 2003 roku. Mistrz Polski z tego roku - Norweg z polskim obywatelstwem, Rune Holta - ufundował wtedy nową czapkę-trofeum, również nazywane Czapką Kadyrowa.
Obecnie oryginalna Czapka Kadyrowa znajduje się w Muzeum Sportu i Turystyki w Warszawie.
Od roku 2004 indywidualny mistrz Polski, oprócz Czapki Kadyrowa, otrzymał również oficerską czapkę (tzw. rogatywkę) ufundowaną przez Polski Klub Kawaleryjski im. 21. Pułku Ułanów Nadwiślańskich, która jest dokładną repliką polskiej rogatywki ułańskiej z 1936 roku. Jako pierwszy taką czapkę otrzymał mistrz z 2004 r. - Grzegorz Walasek.